# Kommando Luftbewegliche Kräfte/4. Division
Das Kommando Luftbewegliche Kräfte/4. Division (KLK/4. Div, kurz: KLK) in Regensburg wurde 1994 durch Fusion der Divisionsstäbe der 1. Luftlandedivision (Bruchsal) und der 4. Panzergrenadierdivision (Regensburg) gebildet. Mit Unterstellung der Luftlandebrigade 25, Luftlandebrigade 26 und Luftlandebrigade 31 wurde das KLK quasi Nachfolger der 1. Luftlandedivision. Aus Gründen der Tradition und um deutlich zu machen, welche Position der Stab in der Führungsorganisation des Heeres hatte, blieb die Bezeichnung „4. Division“ im Namen erhalten. Am 20. März 2001 wurde das Kommando aufgelöst und zum 1. April die Truppen der Division Spezielle Operationen überstellt.

## Auftrag
Das Kommando stellte eine Dienststelle auf Divisionsebene dar. Das KLK führte die Luftlandebrigaden 26 („Saarland“) und 31 („Oldenburg“) als vorgesetzte Dienststelle sowie das Fernmelderegiment 4 und ab 1996 auch das Kommando Spezialkräfte (KSK), das aus der Luftlandebrigade 25 geformt wurde. Schwerpunktaufgabe für das KLK war das Stellen des „Nationalen Befehlshabers im Einsatzland“ sowie die Sicherstellung der nationalen Führungsfähigkeit bei Einsätzen unter der Heeresleitung. Im Wortlaut hieß es: „Der Stab des Kommando Luftbewegliche Kräfte und 4. Division plant, bereitet vor und führt die Einsätze deutscher Truppenteile im Rahmen kollektiver Sicherheitsbündnisse der Landes- und Bündnisverteidigung sowie humanitäre Hilfeleistungen, Rettungs- und Evakuierungseinsätze. Als taktischer Stab ist er zur Führung von luftbeweglichen Kräften des Heeres befähigt.“

## Einsätze
Das Kommando nahm seine Aufgabe mehrfach im Rahmen von IFOR und SFOR im ehemaligen Jugoslawien mit wesentlichen Teilen des Stabes und den unterstellten Truppen wahr. Daneben war das Kommando Nationaler Befehlshaber bei der Brandkatastrophe in Griechenland 1995. Teile dieser Führungsaufgaben werden heute vom Einsatzführungskommando wahrgenommen.

## Kommandeure
| Dienstgrad   | Name                | Datum                    |
| ------------ | ------------------- | ------------------------ |
| Generalmajor | Hans-Christian Beck | 2000 bis 2001            |
| Generalmajor | Volker Löw          | April 1996 bis 2000      |
| Generalmajor | Bernd Albert        | April 1994 bis März 1996 |

## Verbandsabzeichen
Das Verbandsabzeichen gleicht dem der 4. Panzergrenadierdivision. Der pfälzische Löwe weist auf die frühere Zugehörigkeit zum wittelsbachischen Kurfürstentum der Pfalz beziehungsweise Bayern hin. Die bayerischen Rauten verdeutlichen die Verbundenheit mit dem Freistaat Bayern. Die zwei schräggekreuzten silbernen Schlüssel auf rotem Untergrund sind auch Teil des Regensburger Stadtwappens. In Regensburg war die 4. Panzergrenadierdivision stationiert. Die Schlüssel sind die Symbole des heiligen Petrus, des Patrons der Stadt und des Domes. Die Farben Rot und Silber entsprechen den Wappentinkturen verschiedener anderer Reichsstädte und sind die alten Reichsfarben. Das Verbandsabzeichen des Divisionsäquivalenten Kommandos war mit einer silbernen Kordel umrandet. Das Verbandsabzeichen ist identisch mit dem Wappen des Bayerischen Bezirks Oberpfalz